# Васильченко, Георгий Андреевич
Георгий Андреевич Васильченко — советский работник сельского хозяйства, комбайнёр, Герой Социалистического Труда.

## Биография
Георгий Андреевич Васильченко родился 22 апреля 1915 года в многодетной крестьянской семье. В 15 лет стал комбайнером в учебно-опытном совхозе № 2.
Участник Великой Отечественной войны, дошел до Берлина.
После войны судьба забросила его в Азовский район комбайнером Азовской МТС.
Указом Президиума Верховного Совета СССР от 29 марта 1952 года за достижение высоких показателей на уборке и обмолоте зерновых и масличных культур, комбайнеру Азовской МТС Георгию Андреевичу Васильченко, намолотившему в 1951 году комбайном «Сталинец-6» с убранной площади за 25 рабочих дней 8134 центнера зерновых и масличных культур, было присвоено звание Героя Социалистического Труда с вручением ордена Ленина и золотой медали «Серп и молот».
В июле 1958 года по приказу областного управления сельского хозяйства в РТС был организован опытный комплексный уборочный комплекс, в составе самоходного комбайна СК-З, двух жаток — навесной и лафетной, одного трактора «Универсал» и трех тракторных тележек для отвоза зерна. Начальником опытного комплекса был Герой Социалистического труда Васильченко Георгий Андреевич, помощник Понятовский Л.И., трактористом Любин И.Г. В составе экипажа было два хронометражиста. Перед экипажем комплекса ставилась задача — максимально использовать возможности созданного уборочного комплекса на уборке урожая раздельным способом с наименьшей затратой человеческого труда. Комплекс должен отработать сезон в разных климатических и почвенных условиях, на полях с различной урожайностью. Для этого по окончании уборки урожая в Азовском районе, опытный комплекс с экипажем был направлен с этой задачей в совхоз «Колундинский» Алтайского края.
За успешное проведение опытов по комплексной раздельной уборке урожая при минимальных затратах экипажу агрегата была объявлена благодарность и выдана денежная премия Министерства сельского хозяйства РСФСР.
Избирался делегатом ХIII Съезда профсоюзов СССР, членом обкома и райкома КПСС, депутатом областного и районного Советов депутатов трудящихся.
Умер в декабре 1980 года, похоронен в г. Ростове-на-Дону.
Награжден орденом «Знак почета» (1975), серебряными и бронзовыми медалями ВДНХ. 
Георгий Васильченко был автором статей в областных газетах:
- За агрегат отличного качества / «Молот». Ростов-на-Дону, 1952, 15 июня. С. 2.
- В знаменательный день / «Красное Приазовье». Азов, 1952, 30 июля. С. 3.
- Слово мое не разойдется с делом / «Красное Приазовье». Азов, 1953, 3 июня. С. 2.

## Награды
- Указом Президиума Верховного Совета СССР от 29 марта 1952 года за достижение высоких показателей на уборке и обмолоте зерновых и масличных культур в 1951 году комбайнеру Азовской МТС Азовского района Ростовской области Георгию Андреевичу Васильченко, намолотившему в 1951 году комбайном «Сталинец-6» за 25 рабочих дней 8134 центнера зерновых и масличных культур, было присвоено звание Героя Социалистического Труда с вручением ордена Ленина и золотой медали «Серп и Молот».[1]
- Также награждён медалями.